# Музей Ханенко
Музей Хане́нко (официальное название: Национальный музей искусств имени Богдана и Варвары Ханенко) — художественный музей, в экспозиции которого представлены крупнейшие в Украине коллекции произведений искусства Европы, Азии и Древнего мира.
Музей был основан в 1919 году согласно завещанию коллекционера Богдана Ханенко (1917) и дарственной его жены Варвары на имя Всеукраинской академии наук (1918).
Основой коллекции музея послужило художественное собрание Богдана и Варвары Ханенко — выдающихся украинских коллекционеров и меценатов конца XIX — начала XX века.
Музей расположен в центре Киева в двух особняках конца XIX века по улице Терещенковской, которые являются важными памятниками истории и архитектуры. В историческом особняке Ханенко действует постоянная экспозиция изящного и декоративно-прикладного искусства стран Европы XIV—XVIII веков. В отдельном зале этой части музея с 2004 года представлено уникальное собрание ранневизантийских «синайских икон» VI—VII века. На первом этаже дома экспонируются произведения искусства Древнего мира.
Второе здание музея, расположенное рядом, до 1919 года находилось в собственности семьи Сахновских, близких родственников Ханенко. С 2006 года в этом доме работает постоянная экспозиция произведений искусства Азии. Четыре зала посвящены искусству буддизма, ислама, а также Китая и Японии.
Коллекция музея включает оригиналы произведений известных европейских живописцев, среди которых Питер Пауль Рубенс, Джентиле Беллини, Хуан де Сурбаран, Франсуа Буше, Жак-Луи Давид, Винсент Ван Гог. Высокой художественной ценностью обладают собрания скульптуры и прикладного искусства стран Европы.
Редкие образцы представлены в коллекциях изящного и декоративного искусства Ирана, Тибета, Китая и Японии. Достойны внимания и небольшие собрания искусства Древнего Египта, Древней Греции, Древнего Рима.
Сегодня в фондах Музея Ханенко хранится более 25 000 предметов. Около 1000 избранных артефактов входят в постоянную экспозицию.

## История[1]

### Предыстория: 1874—1919 годы
История музея начинается в 1870-е годы, когда Богдан Ханенко (1849—1917) знакомится с Варварой Терещенко (1852—1922) и женится на ней в 1874 году.
Богдан Ханенко — потомок старинного украинского рода Ханенко. Родился в деревне Лотоки на Черниговщине в семье дворянина Ивана Ханенко. Получил образование в Москве. Работал в Петербурге, затем в Варшаве. Ещё в Петербурге Богдан Ханенко увлёкся искусством старых мастеров. В конце 1880-х годов семья Ханенко поселилась в Киеве. Богдан активно включается в культурную и общественную жизнь города, а также предпринимательскую деятельность братьев Терещенко. Ханенко возглавляет и успешно реализовывает проект по открытию в Киеве первого публичного музея (освящён в 1904 году). Он передаёт новому учреждению значительную часть своей коллекции — в том числе бесценное археологическое собрание.
Варвара Ханенко (в девичестве Терещенко) была старшей дочерью украинского предпринимателя и мецената Николы Терещенко. Она унаследовала от родительской семьи стремление к благотворительности и интерес к искусству. Варвара Ханенко интересовалась старинной итальянской живописью, майоликой, старинной украинской иконой и народным искусством. В конце XIX и в первые десятилетия XX века совместно с другими деятелями украинской культуры основала кустарное движение, призванное дать новую жизнь традициям народного искусства.
Молодые супруги Ханенко увлеклись идеей собственного художественного собрания. Они много путешествовали по Европе, посещали аукционы и частные коллекции, советовались с ведущими историками искусства. В результате 40 лет поисков Ханенко собрали чрезвычайно ценную коллекцию искусства. В начале XX века она считалась одной из лучших частных коллекций искусства и древностей на территории тогдашней Российской империи.
Круг коллекционерских интересов Ханенко включал европейскую живопись, скульптуру и прикладное искусство времён наивысшего расцвета национальных школ; раритетные образцы изящных искусств и традиционных ремесел Западной, Южной и Восточной Азии; искусство Древнего мира: Египта, Греции, Рима; русскую и украинскую икону, украинское народное искусство, европейское и восточное оружие; уникальные памятники и целые комплексы археологии.
На протяжении 1900-х годов несколько тысяч предметов из частного собрания Ханенко подарили фондам первого публичного музея в Киеве. Сегодня эти произведения входят в коллекции пяти национальных музеев украинской столицы.
Отдельные части своего собрания Ханенко опубликовали в каталогах 1899—1907 годов: «Б. И. и В. Н. Ханенко. Собрание картин итальянской, испанской, фламандской и др. школ», «Древности русские. Кресты и образки», «Древности приднепровья», выпуски № 1—6.
Открытие в Киеве музея мирового искусства — главное дело жизни семьи Ханенко. Об этом, в том числе, свидетельствует завещание Богдана Ханенко, подписанное в апреле 1917 года. В мае того же года Богдан умирает. В декабре 1918 года Варвара Ханенко составляет и отправляет в Украинскую академию наук (УАН) «Дарственное заявление», согласно которому передает коллекцию, дом и библиотеку в собственность УАН. Одним из условий передачи является неделимость подаренной коллекции.

### 1919—1945 годы
В июне 1919 года большевистское правительство Декретом Раднаркома УССР национализирует собственность семьи Ханенко. В доме Ханенко открывается государственный музей искусства. Первым главой музея становится искусствовед и художник Георгий Лукомский. Вместе с ним активное участие в создании первых экспозиций музея принимает Варвара Ханенко. Благодаря поддержке украинской интеллигенции пожилая Варвара Ханенко получает право продолжить жить при музее. До конца своей жизни она возглавляет Комитет музея. Тем не менее в 1924 году, спустя два года после смерти Варвары Ханенко, имена супругов исключают из названия музея «из-за полного отсутствия за Ханенко революционных заслуг перед пролетарской культурой».
В начале 1920-х годов недавно созданный музей получает произведения искусства из других национализированных собраний дворянских семей: Репниных, Браницких, Гудим-Левковичей, Сахновских. В 1921 году азиатская коллекция музея пополнилась значительным (несколько сотен предметов) собранием археологической керамики Центральной Азии IX—XII столетий (коллекция Михаила Столярова). В 1925 году, согласно завещанию петербургского коллекционера Василия Щавинского, музей получает уникальное собрание работ мастеров северноевропейских школ.

В 1920-х годах культурная элита советской Украины выдвинула идею единого музейного фонда и перераспределения музейных собраний «по профилям». В ходе её осуществления на протяжении 1920—1930-х годов из коллекции музея в фонды других киевских музеев была передана существенная часть собрания Ханенко.

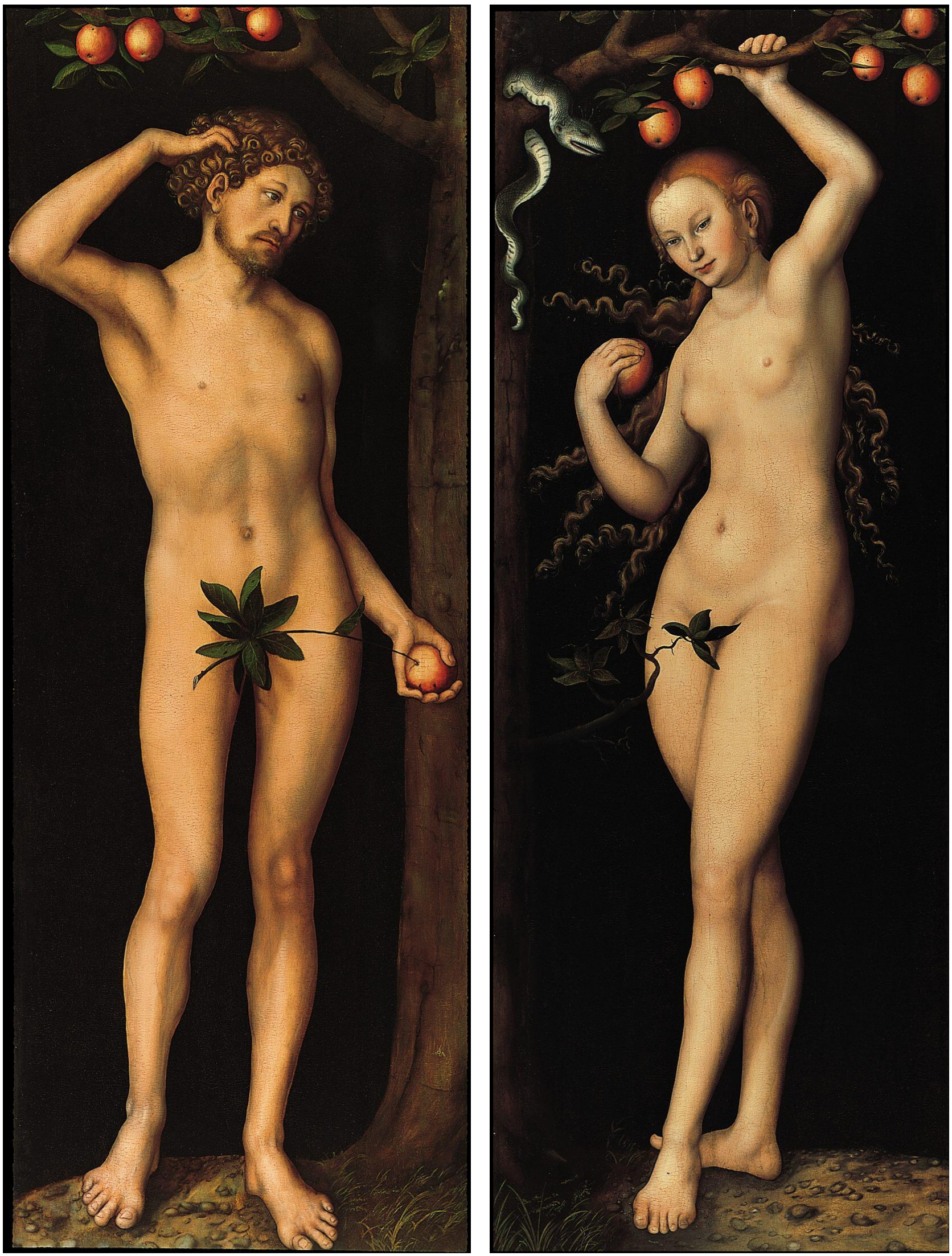
Картина Лукаса Кранаха старшего «Адам и Ева»

Несколько наиболее ценных произведений европейского и азиатского искусства были изъяты из музея в ходе советской кампании по продаже музейных ценностей за границу. Среди них французских гобелен со сценой «Поклонение волхвов» (1512), картины старых европейских мастеров, включая диптих «Адам и Ева» Лукаса Кранаха Старшего, собрание золотых предметов великокняжеского периода, памятники искусства Ирана (серебряная чаша VII века и акваманил в форме коровы Зебу с телёнком и хищником XIII века). Беспрецедентным является случай, когда в начале 1930-х украинские деятели культуры предотвратили изъятие персидского ковра XVI—XVII веков типа «герад». Бывший музей «энциклопедического» художественного собрания Ханенко приобрёл значительно более узкий профиль: музей «западного и восточного искусства».
Во второй половине 1930-х годов Музейный городок на территории Киево-Печерской лавры передаёт музею ценные группы предметов культового искусства (в 1936 году — собрание памятников религиозного искусства Центральной Азии и Дальнего Востока; в 1940 году — шедевры мирового значения: четыре ранневизантийские энкаустические иконы VI—VII веков).
Летом 1941 года, с началом военных действий на территории Советского Союза, наиболее ценную часть музейной коллекции эвакуировали в Уфу (тогда Башкирская АССР, теперь — Башкортостан). Из произведений, оставшихся в Киеве, нацисты отобрали самые ценные и вывезли их из Украины при отступлении 1943 года. Сегодня музей прикладывает усилия к поиску и возвращению украденных ценностей.
Музей начал обнародование фактов потери произведений искусства во время оккупации Киева нацистами. В 1998 году был напечатан каталог вещей, украденных и вывезенных из музея в период 1941—1943 годов.

### 1945—1998 годы
В послевоенный период несколько ценных поступлений обогатили коллекцию музея. В 1950-е годы Таисия Жаспар подарила и продала музею более 350 произведений классической китайской живописи, скульптуры и прикладного искусства. В 1969 году музей приобрёл 41 произведение религиозного искусства буддизма из собрания московского коллекционера Валериана Величко. На протяжении 1970-х годов музей систематически формировал собрание японской скульптуры нэцкэ (около 70 единиц). Среди поступлений были картины художника из США Рокуэла Кента (1882—1971), работавшего в жанре реалистического пейзажа.
В период 1986—1998 годов музей был закрыт на капитальный ремонт.
В 1989 году журнал «Наше наследие» (№ 5) напечатал статью о Богдане Ханенко под красноречивым названием «Забытый меценат».

### 1998—2020 годы
С приходом в музей нового менеджмента под руководством директора Веры Виноградовой в его истории начинается эпоха восстановления исторической памяти и интенсивного развития. В 1998 году в отреставрированном доме Ханенко открываются обновленные экспозиции искусства Европы XIV—XIX столетий. В 1999 году имена основателей возвращены в официальное название музея «Музей искусств имени Богдана и Варвары Ханенко».
В 2004 году в доме Ханенко открылся постоянный зал «синайских» икон VI—VII веков. В 2018 году в помещении «Конторы Ханенко» на первом этаже дома начала работать экспозиция искусства Древнего мира. В 2006 году в соседнем здании открылась первая в истории музея крупная постоянная экспозиция искусства Азии. Ценным вкладом в азиатскую коллекцию музея стали подарки, сделанные в 1990-х и 2000-х годах меценатами Галиной Щербак, Василием Новицким, Александром Фельдманом.
Первые десятилетия XXI века — период активных научных исследований коллекции и истории музея. Формируется новая философия и практика в сфере образовательной работы и услуг музея. Было проведено первое масштабное исследование посетителей. Огромное внимание музей уделяет семьям, детям и молодёжи. Развивается инклюзивное направление: программы и услуги для посетителей с инвалидностью, мероприятия для пожилых, малообеспеченных и бездомных людей, родителей в декрете.

### После 2020 года

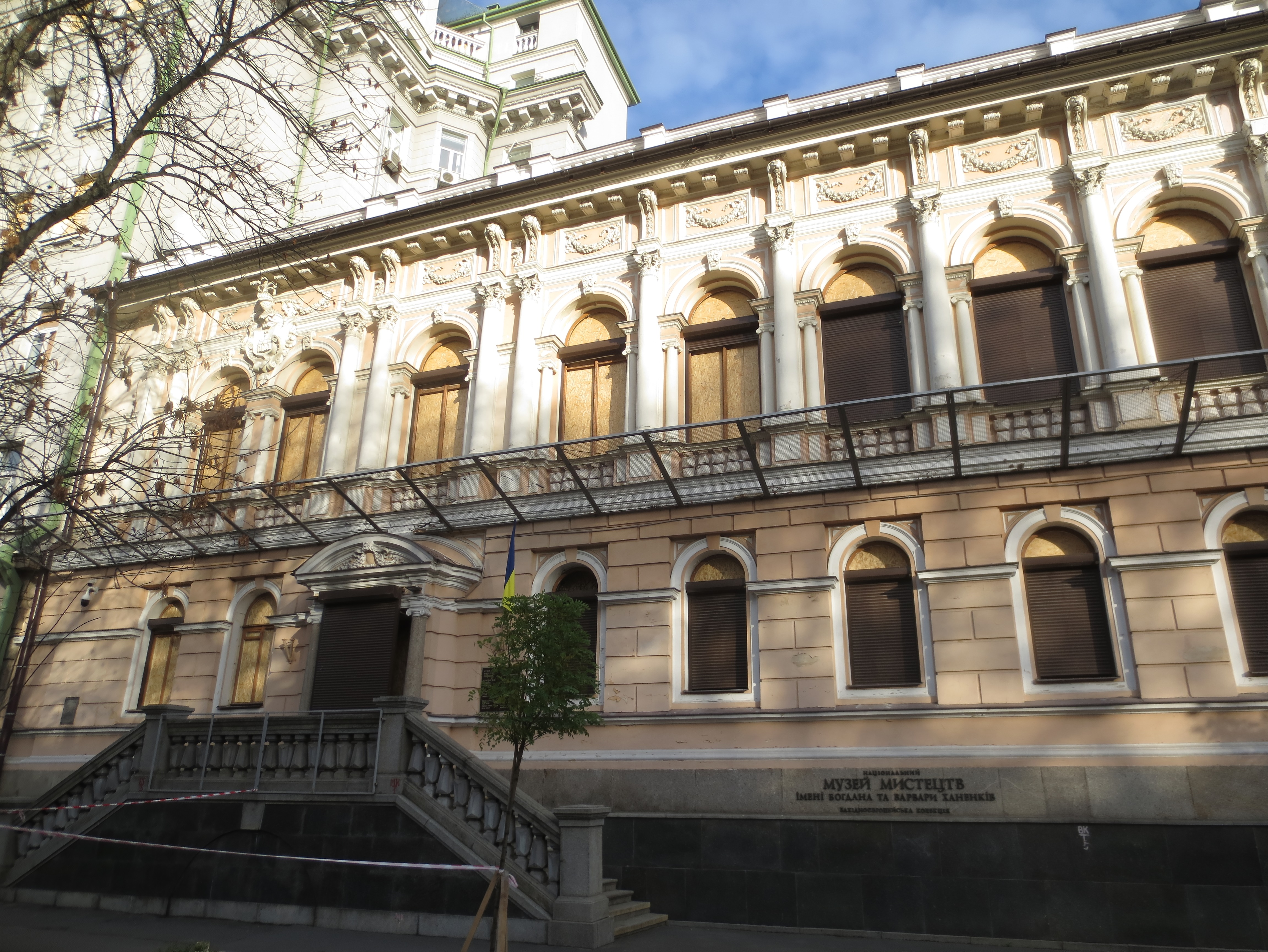
Здание с выбитыми и закрытыми досками окнами после ракетного обстрела Киева в 2022 году

10 октября 2022 года здание музея пострадало от бомбардировки Киева в ходе военного вторжения России.

## Коллекция[4]

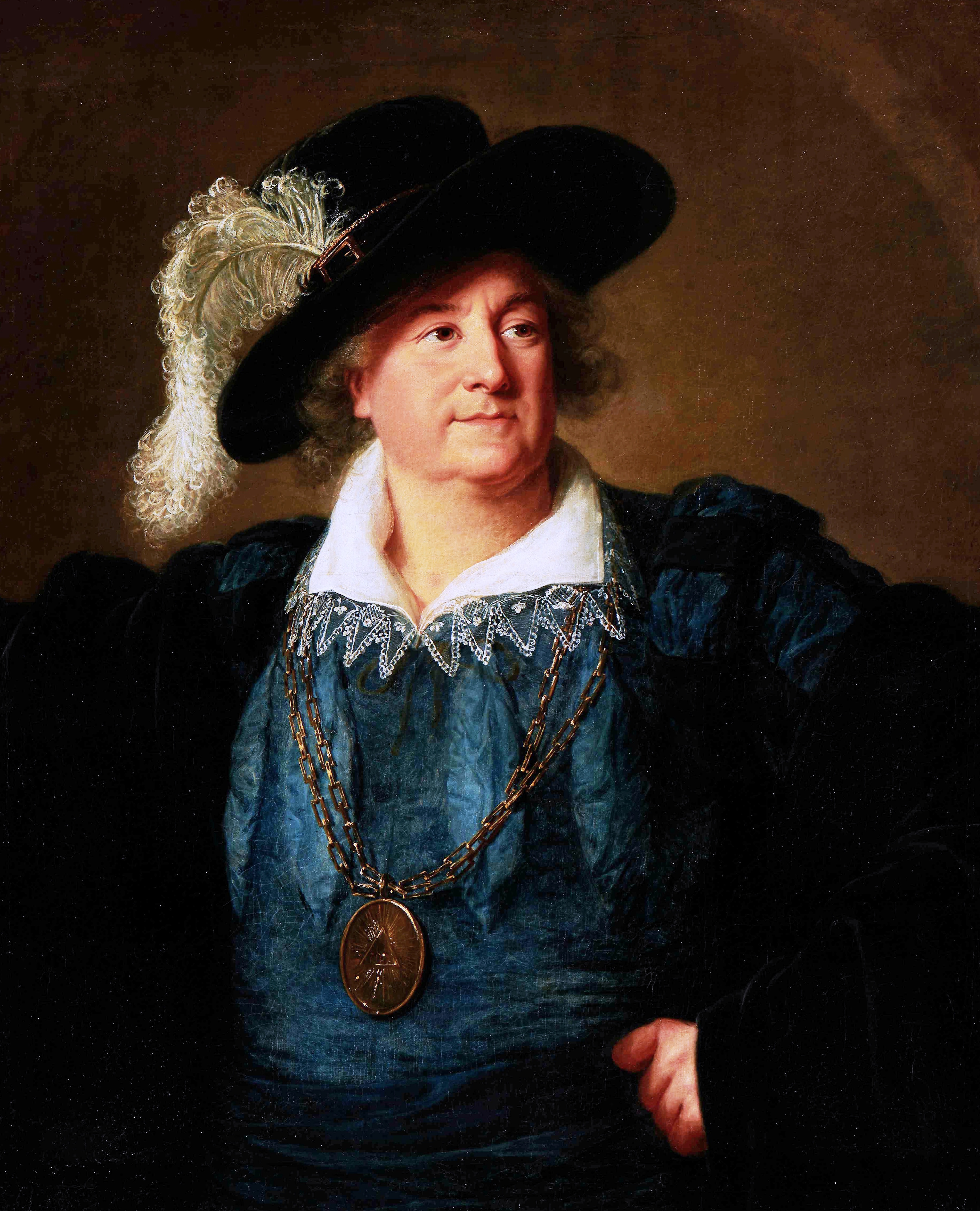
Худ. Элизабет Виже-Лебрён, портрет Станислава Понятовского, 1797 г.

Со времени основания музея в 1919 году его собрание увеличилось в несколько раз. Сейчас оно охватывает коллекции произведений изящного и декоративного искусства Европы, Азии, Древнего мира, а также коллекцию ранневизантийских «синайских» икон.
Европейское искусство представлено ценными собраниями живописи, графики, скульптуры, декоративно-прикладных искусств Италии, Франции, Германии, Нидерландов, Испании XIV—XIX столетий. В частности, в коллекцию музея входят работы Якопо дель Селлайо («Орфей и Эвридика»), Питера Пауля Рубенса («Бог реки Шельды, Кибела и богиня Антверпена»), Хуана де Сурбарана («Натюрморт с мельницей для шоколада»), Алессандро Маньяско («Похороны монаха»), Пьера Луи Гудро («Любовники, или Блудный сын и куртизанка»), Элизабет Виже-Лебрен («Портрет Станислава-Августа Понятовского»), художников круга Иеронима Босха («Искушение святого Антония»), братьев Беллини, Хуана Баутисты Мартинеса дель Масо («Инфанта Маргарита»).
Среди произведений европейской пластики особой ценностью обладают средневековая деревянная скульптура, оригинальные работы Антонио Кановы («Аллегория Мира»), Сары Бернар («Офелия»), Николаса Кордье («Галатея»). В собрание графики входят произведения Альбрехта Дюрера, Лукаса ван Лейдена, Рембрандта ван Рейна, Джованни Баттисты Пиранези, Франсиско Гойи. Среди произведений декоративно-прикладного искусства стоит отметить итальянскую мебель, коллекции майолики и фарфора, лиможские эмали и фламандские шпалеры.

Искусство Азии представлено собраниями китайского, японского, буддийского искусства, а также искусства исламских стран (Ирана, Турции, регионов Центральной Азии и мавританской Испании).

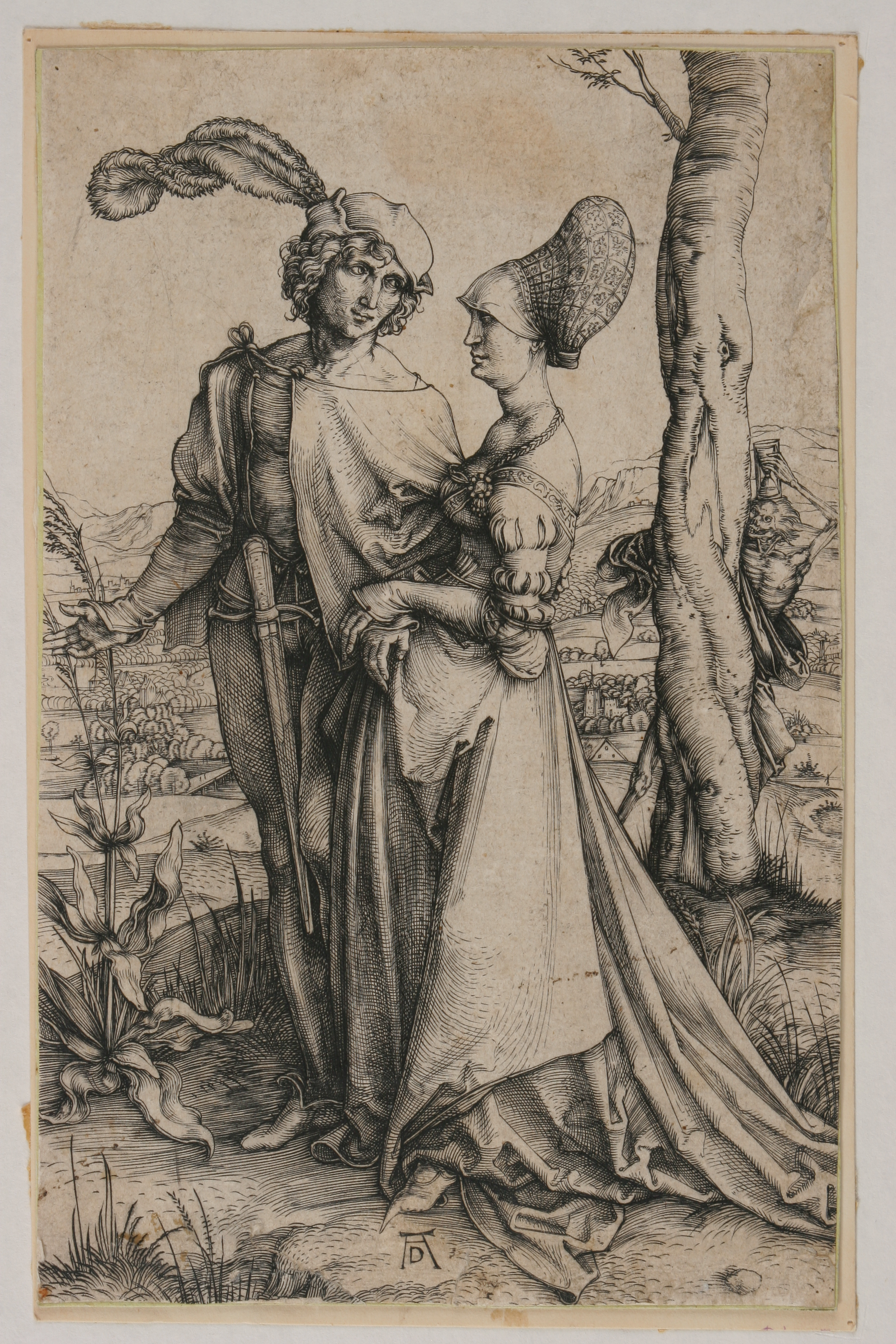
Альбрехт Дюрер. «Прогулка» («Он, она и смерть с песочным часами»)

Ценными составляющими азиатской коллекции являются коллекции китайской живописи, керамики (ритуальные статуэтки эпохи Тан, образцы каменной керамики эпохи Сун, фарфор), изделий из бронзы, лака и камня, японских гравюр на дереве (укиё-э), цуба (художественно оформленных пластин, которые устанавливали на традиционные мечи), нэцкэ (брелков). Среди произведений исламского искусства особенного внимания заслуживают образцы иранской люстрированной керамики и художественного металла, миниатюры, ковры и так далее. Искусство Тибета представлено собранием сакральной пластики, ритуальных предметов и живописи на свитках (так называемых тханка).
Коллекцию ранневизантийских икон составляют четыре произведения, созданные в VI—VII столетиях, до начала иконоборческого движения: «Иоанн Предтеча» (VI век), «Богоматерь с младенцем» (VI век), «Святые Сергий и Вакх» (VII век), «Мученик и Мученица» (VII век). Также в музее представлены более поздние иконы из Византии и Кипра.
Собрание искусства Древнего мира включает произведение скульптуры Древнего Египта (например, «Бог Тот в образе павиана»), коллекцию древнегреческой расписной и фигурной керамики, этрусскую пластику, древнеримские портретные бюсты, изделия из стекла.

## Галерея

### Картины художников Испании

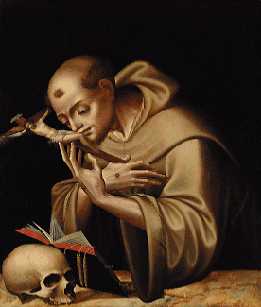
Худ. Луис Моралес, Испания. Молитва Святого Франциска Ассизского
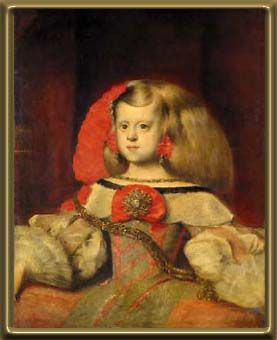
Мастерская Хуана Баутисты Мартинеса дель Масо. Инфанта Маргарита
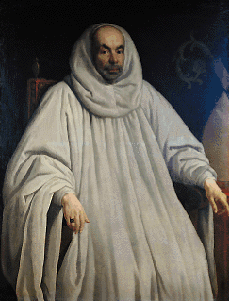
Худ. Клаудио Коэльо. Портрет епископа ордена картезианцев. Мадридская школа

### Иконопись

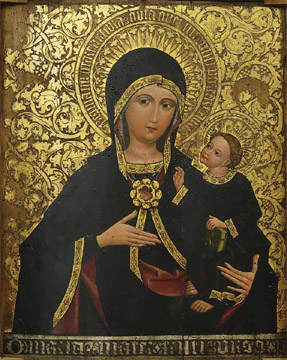
Богородица Одигитрия. Европейский мастер XVI века по утерянному византийскому прототипу.
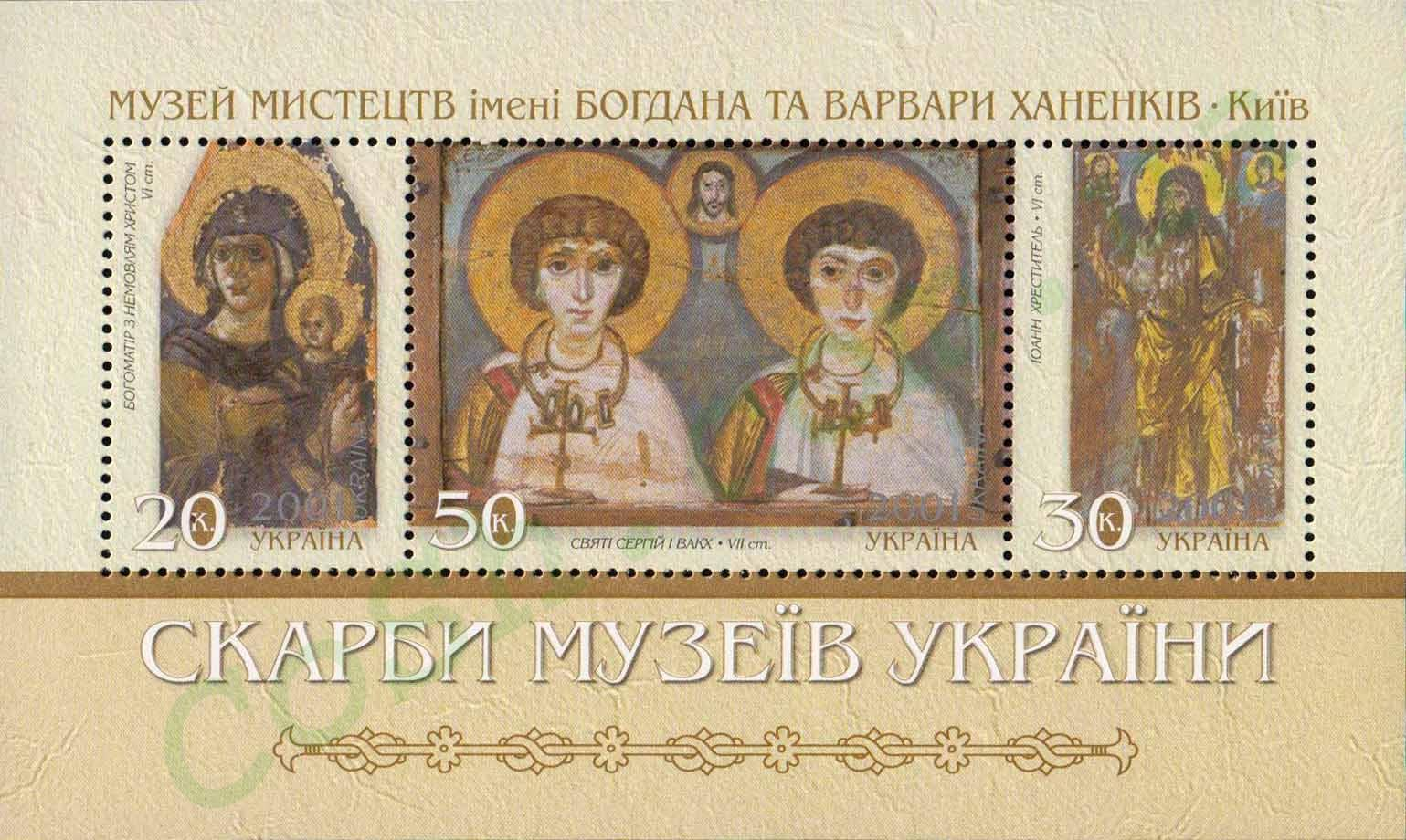
Иконы из собрания музея на почтовой марке Украины. 2001 г.
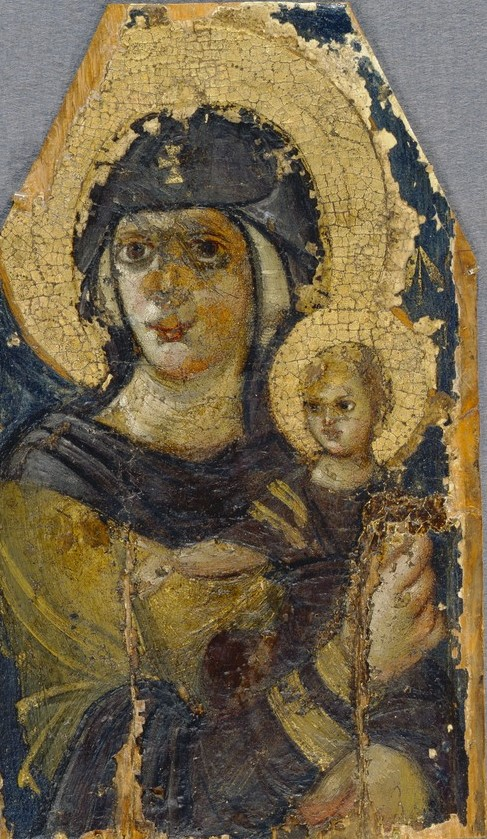
Богородица с младенцем, VI в.
Иоанн Предтеча, VI в.
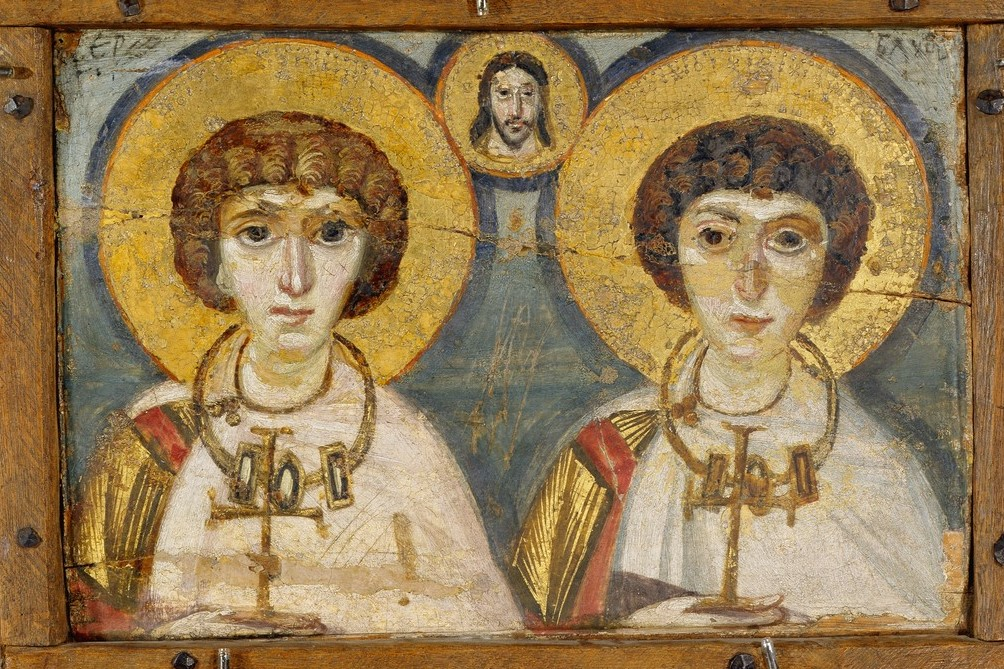
Святые Сергий и Вакх, VII в.

### Картины из экспозиции

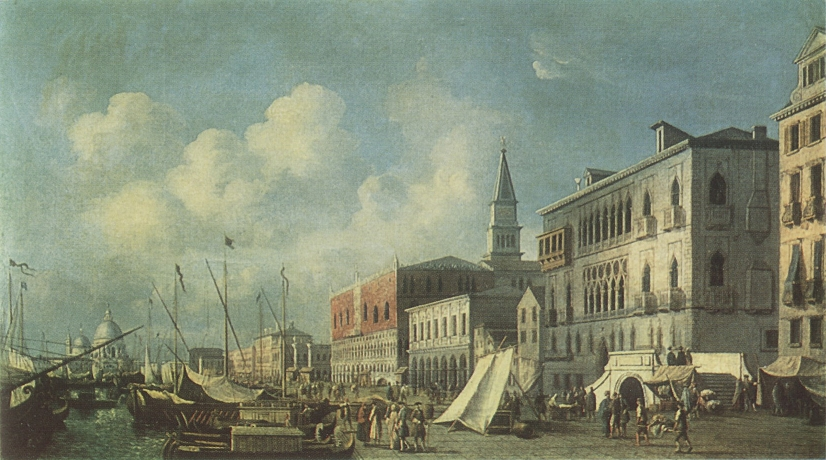
Франческо Тирони. Набережная Скьявони в Венеции
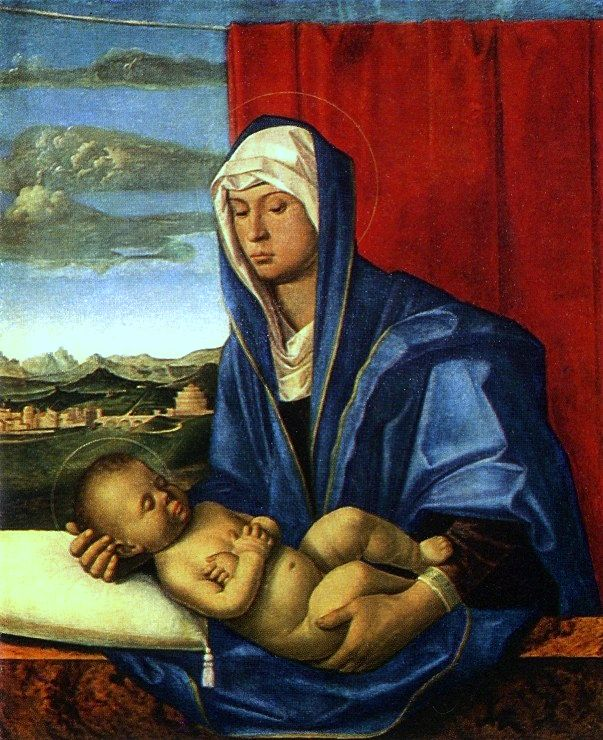
Художник круга Джованни Беллини. Мадонна с младенцем
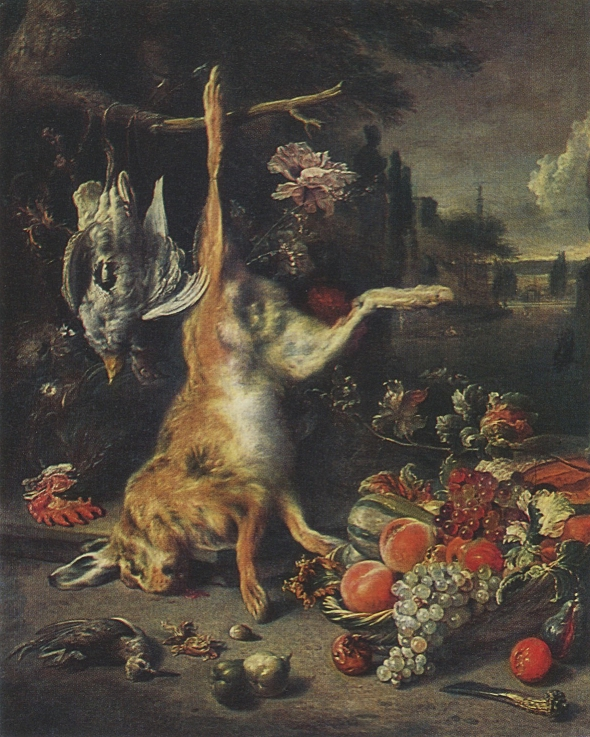
Ян Веникс. Натюрморт с пойманным зайцем
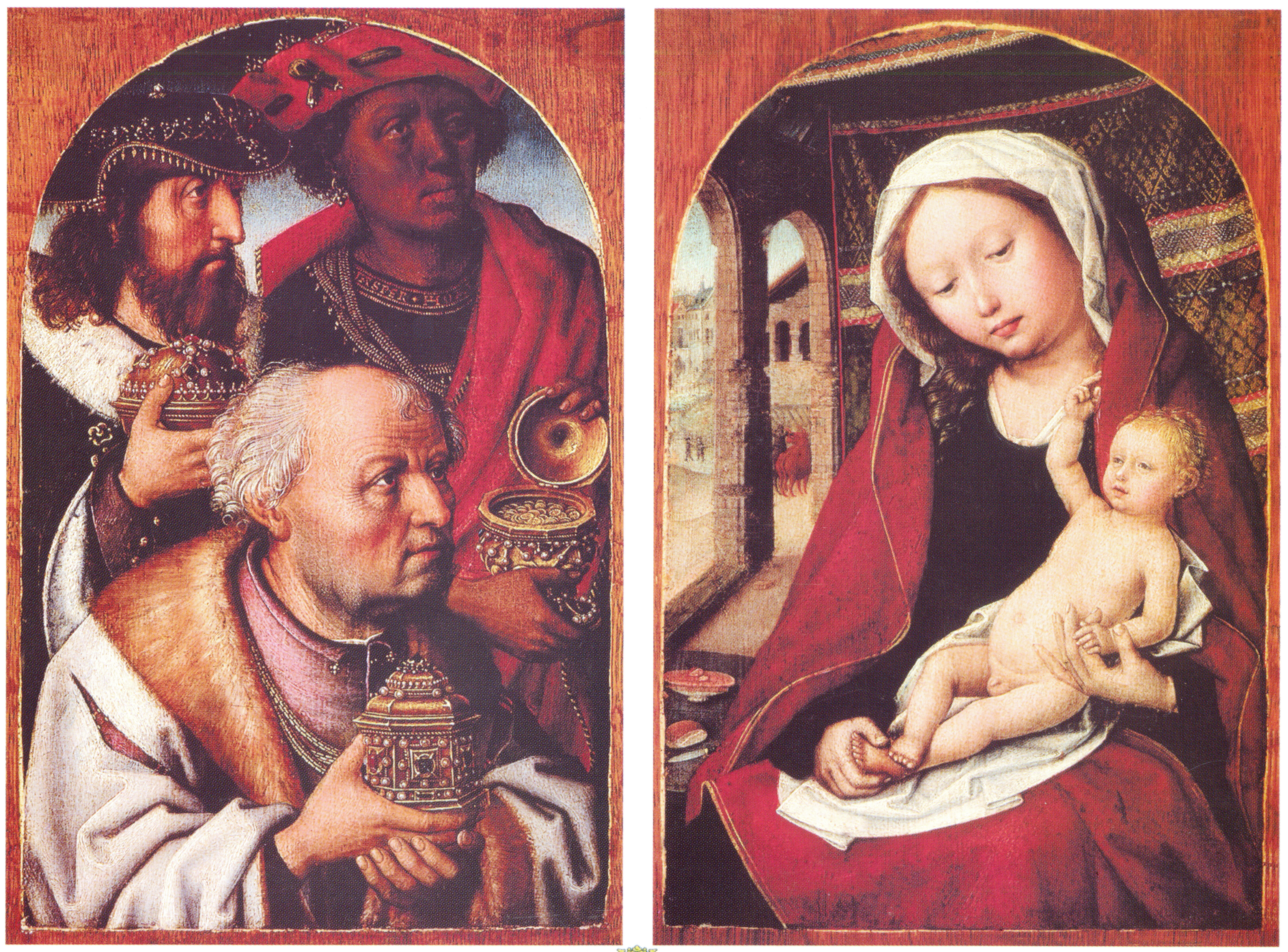
Мастер Ханенковского поклонения волхвов. Диптих «Поклонение волхвов»
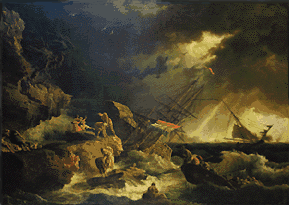
Жозеф Верне. Шторм на море

### Гравюры Японии

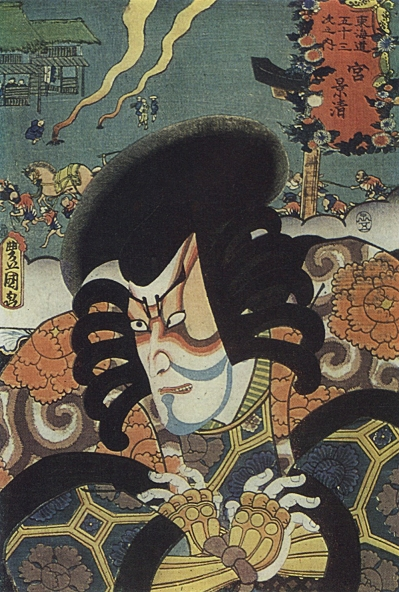
Кунисада. Станция Мийя
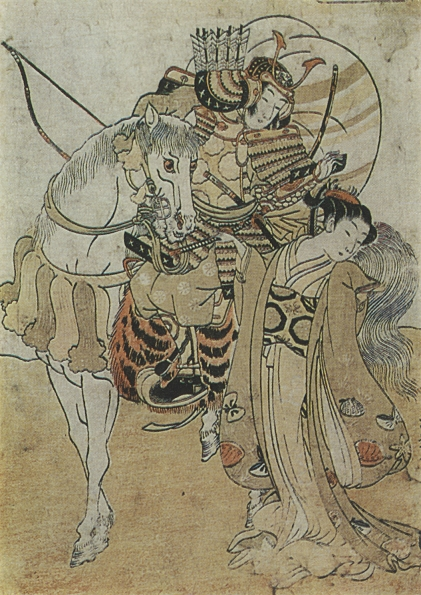
Корюсай. Прощание самурая с суженой
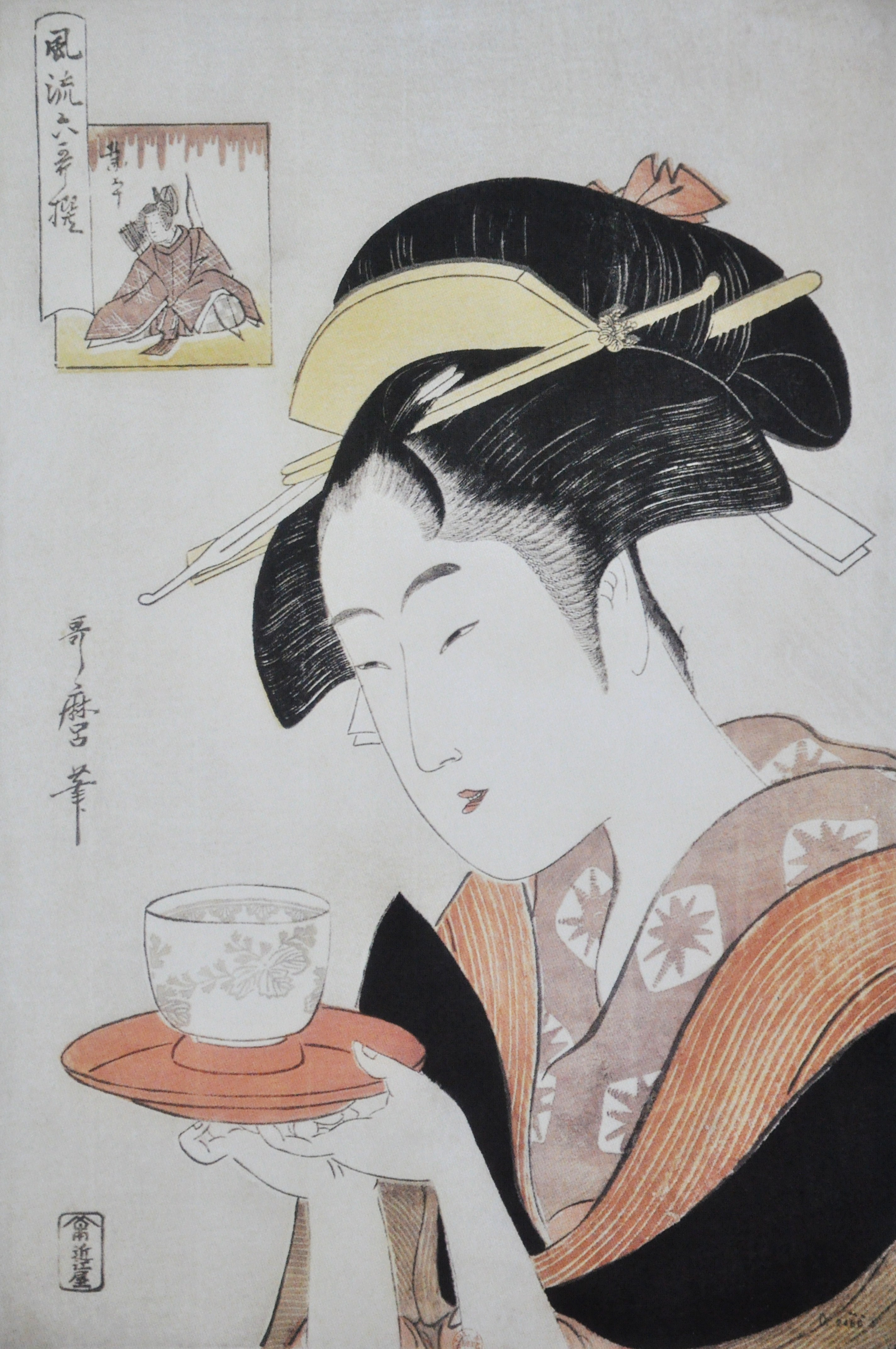
Утамаро. Красавица Нанивая из чайного домика Окита

## Здания музея[7]
В полном соответствии с «Завещанием» Богдана Ханенко (1917) и «Дарственным заявлением» Варвары Ханенко (1918), их киевская усадьба по улице Терещенковской, № 15 стала пространством для музея искусств. Решением киевской власти в 1986 году в состав Музея Ханенко было включено соседнее здание — исторический дом Сахновских, близких родственников Ханенко, по улице Терещенковской, № 17. В 2006 году на втором этаже открыта постоянная экспозиция коллекции искусства Азии.

### Дом Ханенко
История дома начинается в 1880-х годах, когда сахарозаводчик Никола Терещенко, отец Варвары Ханенко, приобрел большой земельный участок с трехэтажным домом на недавно построенной Алексеевской улице в Киеве. На протяжении 1882—1888 годов на свободной части участка был возведён ещё один дом — двухэтажный со стороны фасада и трёхэтажный — с улицы. Архитектором, скорее всего, был Роберт-Фридрих Мельцер. В 1888 году Никола Терещенко передает этот дом и часть земельного участка в собственность своей старшей дочери Варваре.
Супругов Ханенко привлекала европейская мода на историческую стилизацию в архитектуре. По их заказу в залах первого и второго этажа были воплощены оригинальные архитектурно-художественные проекты по стилизации интерьера «в духе» определённой исторической эпохи. Так в доме появились «готическая» и «ренессансная» столовые, кабинет в стиле рококо, голландская «бюргерская» столовая. Среди архитекторов и художников, которые участвовали в оформлении дома Ханенко, упоминаются Леонардо Маркони, Петр Бойцов, Вильгельм Котарбинский, Михаил Врубель, Адриан Прахов, Сальвадор Санчес Барбудо. В отличие от художественно декорированных помещений первого и второго этажей, жилые комнаты Богдана и Варвары Ханенко на третьем — «антресольном» — этаже были оформлены весьма скромно, даже аскетично. Частная галерея Ханенко, как свидетельствуют старинные архивные фото, многократно меняла свою экспозицию, в зависимости от изменений в увлечениях коллекционеров.
В период Второй мировой войны в здании музея, по не подтверждённым документально данным, находился офицерский клуб нацистов. Разрушения, которые произошли во время войны, заставили руководство музея демонтировать часть исторических архитектурных комплексов залов. Например, был навсегда утерян интерьер «Дельфтской столовой».
В результате капитального ремонта и реставрации дома в 1986—1998 годах большинство уникальных интерьеров, заказанных супругами Ханенко, удалось восстановить. Между окнами второго этажа на фасаде снова занял своё место герб рода Ханенко. Сегодня в доме действует постоянная экспозиция искусства Европы, Византии и Древнего мира.

### Дом Сахновских
Исторический дом Сахновских по улице Терещенковской, № 17 был построен в 1878 году Аделаидой Сулимовской по проекту архитектора Владимира Николаева. Трёхэтажный с улицы, он имел пять этажей со двора. В отличие от построенного по соседству десятилетием позже особняка Ханенко, дом был изначально задуман как доходный — предназначенный для сдачи квартир в аренду.
Лицевой фасад дома оформлен в стиле эклектика с элементами неоренессанса. В частности, неоренессансные мотивы особенно ощутимы в круглых медальонах с изящными скульптурными головками, которые украшают окна второго этажа, в колоннах и пилястрах коринфского ордера, обрамляющих окна второго и третьего этажей. В сентябре 1882 года А. Сулимовская продала участок богатому предпринимателю Николе Терещенко. Он разделил землю на два участка меньших размеров. Участок с домом в 1899 (1900?) году Терещенко подарил своей младшей дочери Ефросинии (в замужестве — Сахновской). Супруги Сахновские жили в доме до 1917 года — года смерти мужа Ефросинии Владимира Сахновского. В 1919 году усадьбу приобрёл присяжный поверенный Сергей Пистряк, который стал её последним частным владельцем. После национализации дом использовался как жилой.
По решению киевских властей в 1986 году дом был передан Музею Ханенко (тогда — Киевскому музею западного и восточного искусства). В 2001—2005 годах в нём были проведены ремонтно-реставрационные работы, в ходе которых помещения первого и второго этажей были оформлены как публичные пространства музея. На третьем этаже размещены административные и хозяйственные службы. Кроме того, между домом Ханенко и домом Сахновских был создан внутренний переход на уровне второго этажа.
В 2006 году в доме Сахновских была открыта вторая часть постоянной экспозиции Музея Ханенко — «Искусство Азии». В четырёх залах второго этажа представлены избранные произведения из ключевых азиатских коллекций: «Искусство индуизма и буддизма», «Искусство Китая», «Искусство ислама», «Искусство Японии». На втором этаже размещены Научная библиотека музея и выставочные залы, а также вестибюль, гардероб, касса и магазин музея.